# Sebastiano Turbiglio
Sebastiano Turbiglio (* 7. Juli 1842 in Chiusa di San Michele im Piemont; † 1901) war ein italienischer Philosoph.

## Leben
Turbiglio studierte Philosophie an der Universität Turin und wurde 1873 Professor der Philosophie am Liceo Ginnasio Ennio Quirino Visconti. Später nahm er einen Ruf an die staatliche Universität in Rom an.

## Werke
- Storia della dottrina di Cartesio. (1866)
- La filosofia sperimentale di Giovanni Locke ricostrutta a priori. (1867)
- La mente dei filosofi eleatici ridotta alla sua logica espressione. (1869)
- Trattato di filosofia elementare, parte logica. (1869)
- L’impero della logica. (1870)
- B. Spinoza e le trasformazioni del suo pensiero. (1875)
- Le antitesi tra il medio evo e l’età moderna, nella storia della filosofia. (1878)
- Analisi storico-critica della Critica della ragion pura. (8 Vorlesungen, 1881)